# 氷期
氷期（ひょうき、英語: glacial period）は、氷河時代の中で、比較的寒冷と温暖な気候が時間的間隔をおいて繰り返し訪れるうちの寒冷な気候期を指す。氷河の顕著な発達に特徴づけられる。他方、間氷期 (Interglacial) はその温暖期を指し、氷河は両極および高山へ後退する。なお地球上に氷河が全く存在しない時期は温室気候状態であると考えられている。
最後の氷期は約15,000年前に終了した。完新世は現在の間氷期である。

## 第四紀氷河時代

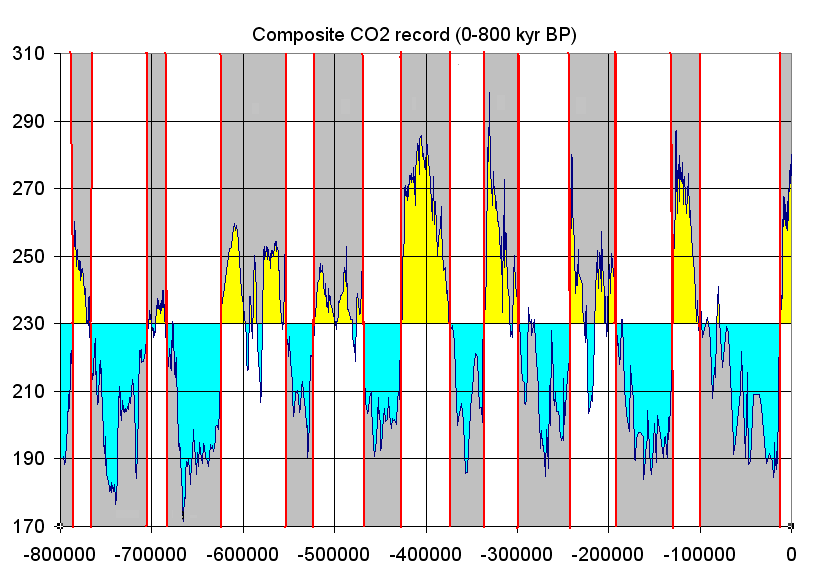
80万年分の氷床コアのサンプルから測定された、大気中のCO_{2}に代表される氷期と間氷期のサイクル

260万年前から現在に至る第四紀氷河時代の間、幾多の氷期と間氷期が存在している。

## 最終氷期
最終氷期は現在の氷河時代における最後の氷期で、更新世の約11万年前に始まり、約15,000 年前に終わった。この氷期の間に発生した氷河は北半球の多くの地域を覆い尽くし、それらの地理的分布に応じて、それぞれの氷期には次のような異なる名前がつけられている：ウィスコンシン氷期（北アメリカ）、ディベンシアン氷期（グレートブリテン）、ミッドランド氷期（アイルランド）、ヴュルム氷期（アルプス山脈）、ヴァイクセル氷期（中央ヨーロッパ北部）、大理 (Dali) 氷期（華東）、北冶 (Beiye) 氷期（華北）、太白 (Taibai) 氷期（陝西省）、螺髻山 (Luojishan) 氷期（四川省南西部）、雑谷脳 (Zagunao) 氷期（四川省北西部）、天池 (Tianchi) 氷期（天山山脈）、チョモランマ氷期（ヒマラヤ山脈）、ジャンキウェ氷期（チリ）。氷河が最も拡大したのは、約18,000 BPである。ヨーロッパでは、氷床は北ドイツにまで達した。

## 次の氷期
| 次の氷期はいつ訪れるのか。 |

地球の軌道の変化は予測可能なので、軌道の変化と気候を関連づけるコンピュータ・モデルは未来の気候の可能性を予測できる。それには2つの注意が必要である：人為的効果（人間が助長する地球温暖化）は短い期間でより大きな影響力をふるうことが起こりうるし、軌道強制力が気候に影響を与えるメカニズムはあまり理解されていない。Berger と Loutre による研究成果は、現在の温暖な気候はまだあと50,000年続くかもしれないことを示している。